# پادشاهی گمشده دزدان
پادشاهی گمشده دزدان دریایی یک سریال مستند است که در سال ۲۰۲۱ است که توسط کمپانی فیلمسازی نتفلیکس ساخته شده است. این سریال یک درام تاریخی است که ظهور و سقوط جمهوری دزدان دریایی در اوایل قرن هجدهم را که در ناسائو، باهاما مستقر است، را به نمایش می‌گذارد.   این سریال تلویزیونی به ماجرایی می‌پردازد که در سال 1715 رووی داده است. اندکی پس از پایان جنگ جانشینی اسپانیا ، انگلیس در مقابل اسپانیا قرار گرفت، آغاز می شود. انگلستان جنگ را با هزینه های ارزان به راه انداخته بود و به جای متحمل شدن هزینه های تامین مالی کامل نیروی دریایی سلطنتی ، به استفاده از خصوصی ها متوسل شد.  در 15 مارس 2021 منتشر شد 
1. ↑  "Stream It Or Skip It: 'The Lost Pirate Kingdom' On Netflix, A Docuseries-Scripted Hybrid About The Pirates That Plundered The Caribbean". Decider (به انگلیسی). 2021-03-15. Retrieved 2021-12-31.